# 朱利葉斯·威布蘭德
朱利葉斯·伯恩哈德·弗里德里希·阿道夫·威布蘭德（德語：Julius Bernhard Friedrich Adolph Wilbrand，1839年8月22日—1906年6月22日）是德國化學家。出生於今德國黑森州吉森。
他在1863年嘗試將甲苯硝化時，發現了三硝基甲苯。他當時只是將它作為黃色染料，但後來正是這種化合物開發出炸藥的用途。